# Imuruk Lake
Der Imuruk Lake ist ein See im Nordosten der Seward-Halbinsel in Alaska.

## Der See
Der 68 km² große See liegt auf einer Höhe von 311 m im Bering Land Bridge National Preserve nördlich der Bendeleben Mountains, etwa 850 km nordwestlich von Anchorage und etwa 140 km nordöstlich von Nome. Der Kugruk River entwässert den See an dessen südöstlichen Ufer zum nördlich gelegenen Kotzebue-Sund.

## Das Imuruk-Lake-Vulkanfeld
Südwestlich des Sees schließt sich das Imuruk-Lake-Vulkanfeld bzw. Imuruk Lava Plateau an, das 75 kleine Schlackenkegel und Schildvulkane, sowie großflächige Lavaströme enthält. Daneben findet man auch Pseudokrater. Die höchste Erhebung mit 610 m bildet der Schildvulkan Twin Calderas.  Man unterscheidet vier stratigraphische Einheiten, unterschiedliche Schichten vulkanischer Produkte, deren jüngste der Lavastrom „Lost Jim Lava“ bildet.
Der letzte Ausbruch wird am Vulkankegel Lost Jim im 4. Jahrhundert vermutet.